# 多瑙河畔赫希施泰特
多瑙河畔赫希施泰特是德国巴伐利亚州的一个市镇。总面积37.45平方公里，总人口6486人，其中男性3208人，女性3278人（2011年12月31日），人口密度173人/平方公里。